# Gabriel-Albert Aurier

Portret van Albert Aurier door Félix Vallotton, Le Livre des masques van Remy de Gourmont (vol. II, 1898).

Gabriel-Albert Aurier (Châteauroux (Indre) 5 mei 1865 -Parijs 5 oktober 1892), was een Frans schrijver, kunstcriticus en theoreticus van de Franse kunst actief op het einde van de 19e eeuw.

## Biografie
Gabriel-Albert Aurier was de zoon van een notaris in Châteauroux die zich in 1883 in Parijs vestigde om rechtenstudies te beginnen aan de Sorbonne, maar hij raakte gepassioneerd door de literatuur en de kunst.
Tijdens zijn korte leven publiceerde hij een dichtbundel L’Œuvre maudite en een roman Vieux. Zijn moeder verzamelde de geschriften die hij had nagelaten en ze werden gepubliceerd onder de titel Œuvres posthumes (1893), met een voorwoord van Remy de Gourmont. Dit werk bevat een aantal gedichten, prozateksten, aktes van toneelstukken, tekeningen en de schets voor een nieuwe roman Ailleurs. In dit werk werden ook zijn belangrijkste kritieken verzameld, die de reputatie van de jonge Aurier vestigden.
Tussen april en september 1889 was hij hoofdredacteur van het tijdschrift Le Moderniste illustré waar zijn vriend de dichter Julien Leclercq een van zijn medewerkers was. Van het tijdschrift verschenen 23 nummers met onder meer tekeningen van Paul Gauguin en vooral een nummer met de eerste positieve kritiek over Vincent Van Gogh.  Na zijn artikel over Vincent Van Gogh in januari 1890 kreeg Aurier een lange brief van de kunstenaar. De correspondentie tussen beiden werd in een universitaire studie van 1986 uitvoerig besproken.
Als kunstcriticus en kunsttheoreticus was hij, onder de leiding van Alfred Valette en met zijn vriend Julien Leclercq, medestichter van de (derde versie) van de Mercure de France in 1890. Hierin publiceerde hij talrijke artikels over schilders die tot dan weinig bekend waren of weinig erkenning hadden gekregen of tot de avant-garde behoorden zoals Paul Gauguin, Van Gogh, Puvis de Chavannes, Gustave Moreau, Monet, Renoir, Berthe Morisot. Aurier was een spilfiguur in de stroming van het symbolisme en leerde het publiek de impressionisten kennen. De criticus Hector Talvart noemde hem l'un des écrivains les plus marquants de l'"école décadente" (een van de meest markante schrijvers van de "decadente school") en een promotor van het symbolisme in de schilderkunst en in de literatuur.
In zijn tweede Livre des masques benadrukt Remy de Gourmont het belang van Aurier als kunstcriticus, hij schreef: "wij hebben sedert de nieuwe tijd slechts twee kunstcritici, Aurier en Fénéon, de ene is dood, de andere zwijgt. Hoe spijtig!".
Na een reis naar Marseille stierf Gabriel Aurier aan een infectie van buiktyfus in Parijs, hij was slechts 27 jaar. Zijn vrienden begeleidden zijn doodskist tot aan de Gare d'Orléans (het huidige musée d'Orsay) van waar het stoffelijk overschot per trein werd overgebracht naar Châteauroux waar het werd bijgezet in de grafkelder van de familie.

## Enkele kritieken
- Les Isolés : Vincent van Gogh, Mercure de France, januari 1890, pp. 24-29[5]
- Le Symbolisme en peinture : Paul Gauguin, Mercure de France, mars 1891, pp. 155-165,[6]
- Les Symbolistes, Revue encyclopédique 2, 1 april 1892, pp. 474-486.
- Le Symbolisme en peinture : Van Gogh, Gauguin et quelques autres, L'Échoppe, Caen, 1991.

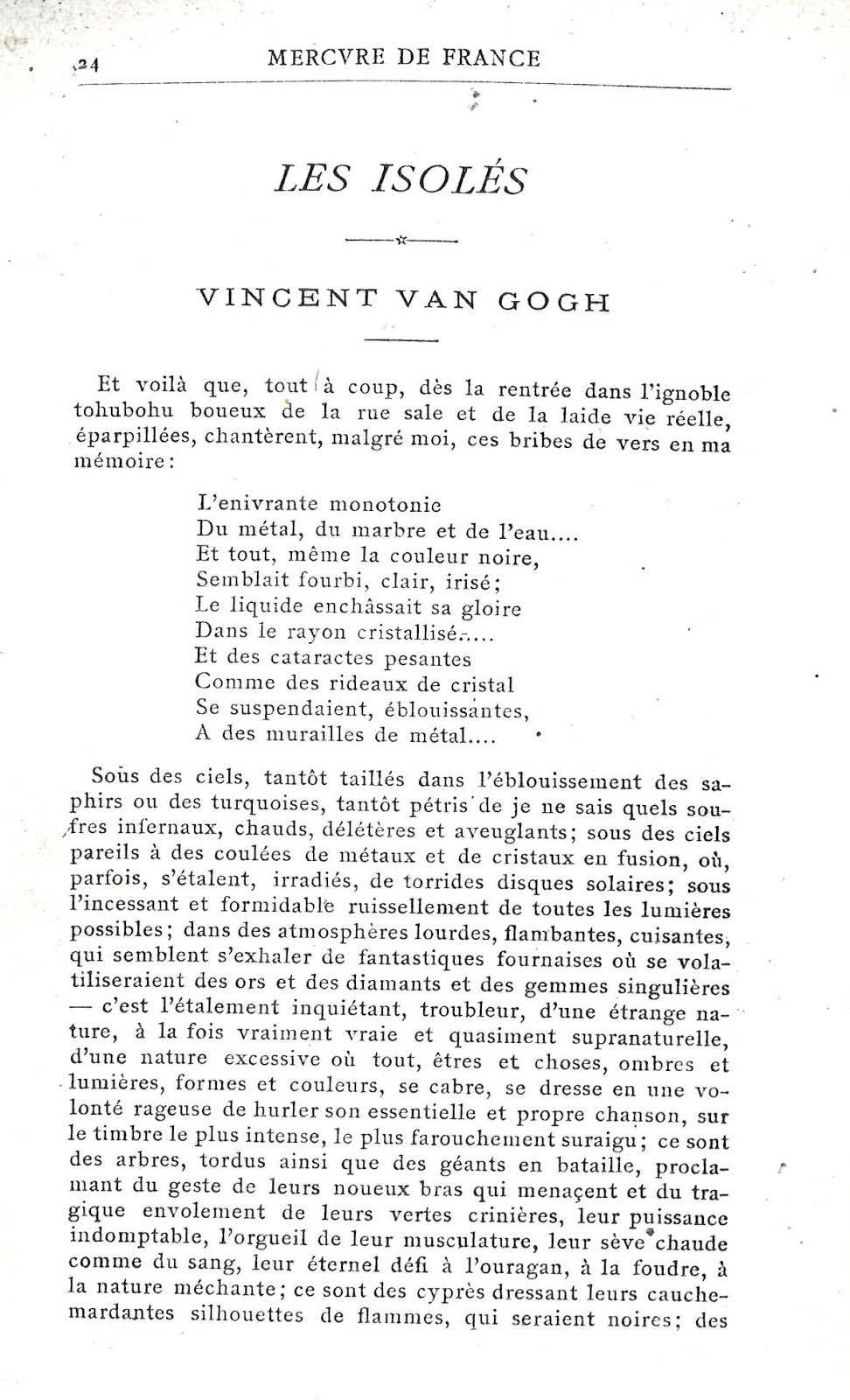
Gabriel Albert Aubrier: Les isolés, lovend artikel over Vincent van Gogh, Mercure de France, januari 1890.
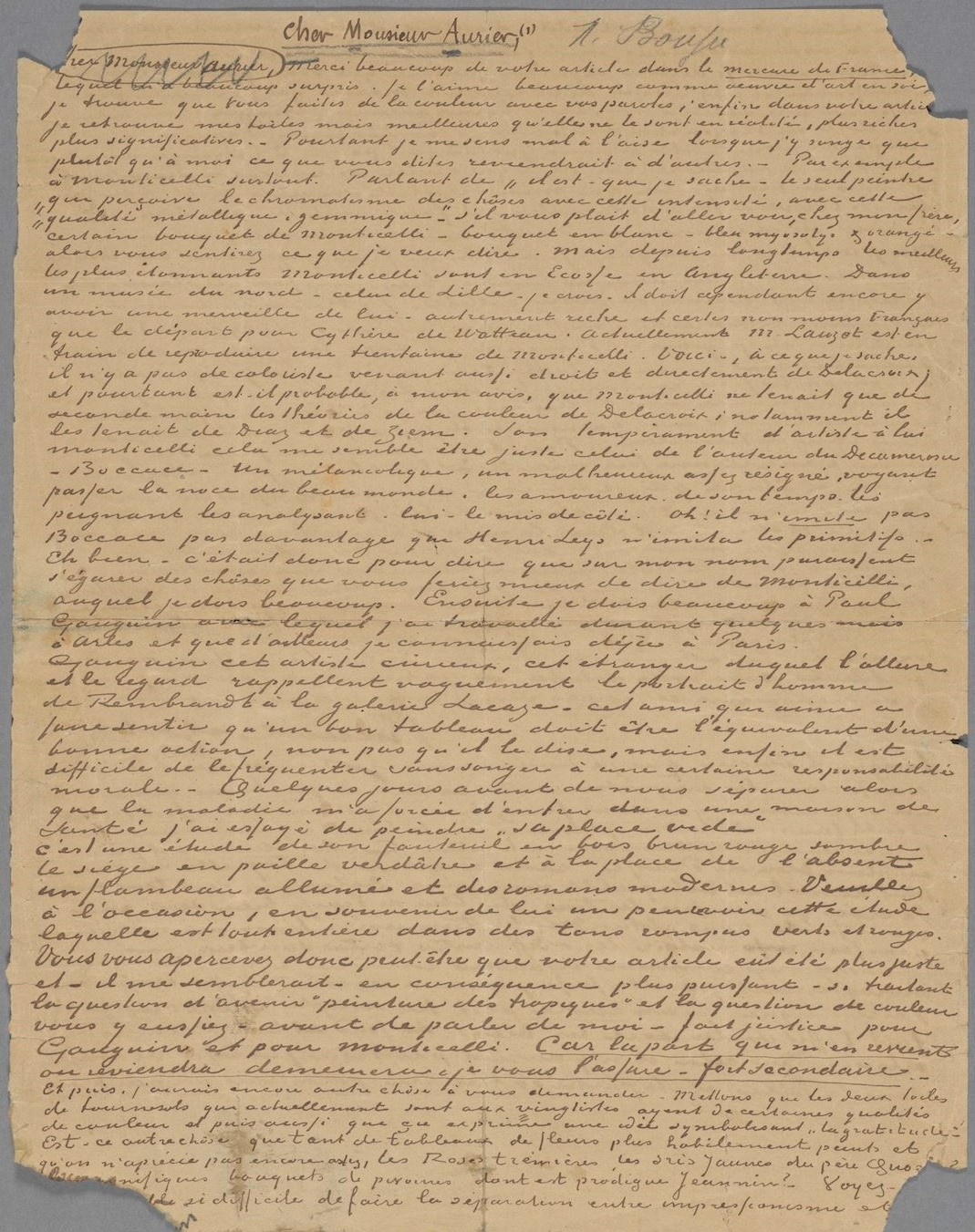
Vincent van Gogh: Dankbrief aan Albert Aurier, 8 of 9 februari 1890.

- Bibsys: 90941956
- Bibliothèque nationale de France: cb12214323f (data)
- Gemeinsame Normdatei: 121508307
- International Standard Name Identifier: 0000 0001 1767 8393
- Library of Congress Control Number: n85132954
- Nederlandse Thesaurus van Auteursnamen: 192864289
- RKD-Nederlands Instituut voor Kunstgeschiedenis: 443552
- LIBRIS: 223125
- SNAC: w6qc4b4k
- Système universitaire de documentation: 030801389
- Union List of Artist Names: 500313658
- Virtual International Authority File: 66516424
- WorldCat: E39PBJmHHKbhjmjVttDqCGqqQq